# 川喜多和子
川喜多和子（かわきた かずこ、1940年（昭和15年）2月1日 - 1993年（平成5年）6月7日）は、日本の実業家であり、海外の映画を日本国内に数多く配給したことで知られる。元夫は俳優・映画監督の伊丹十三。

## 経歴
東京都出身。父・川喜多長政、母・川喜多かしこの一人娘として聖路加病医院で生まれる。父の仕事の都合で、中国の上海・北京で育つ。上海で暮らした3歳の頃にはロシア人の先生についてバレエを習いだす。第二次世界大戦の敗戦により、引き揚げまでの2ヶ月は収容所で過ごした。1946年（昭和21年）2月に帰国。生家であった麻布の邸宅は空襲により焼け落ちていたため、鎌倉へ一家で転居した。1947年（昭和22年）御成小学校入学、その後、御成中学校へ進学し、東勇作バレエ団に入団。1952年（昭和27年）母・かしこと共に、イギリスのエリザベス女王の戴冠式に出席。卒業後、イギリス・ケント州のバレエ学校レガート・スクールへ入学するも体調を崩し退学、ロンドンのスリー・モンキーズ・クラブ、ブリティッシュ・フィルム・インスティテュートへ入学。1957年（昭和32年）にはフランス・パリのソルボンヌ大学、アリアンス・フランセーズへ入学。夏季休暇時にイタリア・ペルージャの大学に通学し、ローマにも滞在。ドイツ語に通じていた父の影響で、ドイツにも滞在する。ヨーロッパ滞在時、両親と共に各国の映画祭に足を運び、見識を高めた。英語は通訳レベル、フランス語、ドイツ語、イタリア語は日常会話レベルで話せるようになる。
1959年（昭和34年）帰国し、半年間のみ学習院大学の聴講生となる。ロンドン滞在時にアテンドした黒澤明に師事し「悪い奴ほどよく眠る」の助監督を務めた。1960年（昭和35年）5月11日にスクリプター野上照代の紹介で、伊丹一三（伊丹十三）と出会い、1週間後には同棲、7月13日に結婚式を挙げる。伊丹の海外ロケには同行し、旅先では通訳をかってでることもあった。1962年（昭和37年）、夫婦共作の短編映画「ゴムデッポウ」を撮影、脚本・助監督を務めたが「監督としての才能がない」として撮影の現場から身を引いた。映画やドラマ出演で多忙だった伊丹に文才があるとして、書くことを強く勧めた。1965年（昭和40年）頃より伊丹のサロンに出入りしていた、当時ユニフランス・フィルム所属の柴田駿と出会う。1966年（昭和41年）、会員制の自主上映団体シネクラブ研究会を設立、会長に就任、宣伝担当会員に柴田が就任した。9月には柴田と同棲を開始、事実婚で通した。同年10月26日、伊丹十三と協議離婚。
1967年（昭和42年）、柴田とベルトラン・ブリエ『ヒットラーなんか知らないよ』の上映権を獲得。1968年（昭和43年）には、柴田が創立していたフランス映画社に入社、副社長に就任する。海外の映画の配給を多数手がけ、また国内の戦後派監督作品の海外への普及にも努めた。買い付けた映画の関係者試写会の後には親しい評論家や関係者などに電話をかけ「実際どうだった？」と感想を直に求め、媒体に載った批評以外のことも耳を傾けた。また、海外の映画監督や俳優の来日時には真摯にアテンドし、新宿ゴールデン街へ連れて飲みに行ったり、自宅で大量の手料理をふるまいもてなしていた。
1993年（平成5年）6月7日、カンヌ映画祭から帰国して間もなく、くも膜下出血のため聖路加病院で死去。6月24日、築地本願寺伝道会館にて告別式が執り行われた。国内外の映画関係者より200を超える弔文が寄せられ、淀川長治、工藤夕貴、蓮實重彦、大島渚らにより弔辞が述べられた。また、日比谷シャンテ・シネでは3週間の追悼プログラムが組まれた。

## 鈴木清順問題共闘会議
1968年（昭和43年）、主宰するシネクラブ同好会で鈴木清順監督作品37本を上映する企画をたてるも、フィルムを管理していた日活側が貸し出しを拒否、さらに鈴木清順との契約も破棄するという事件が起きた。これに異議を唱えた映画関係者らが共闘会議を結成、川喜多をトップにデモ活動を行うという事態に発展した。

## 人物
駆け出し時代に出会ったスクリプター野上照代とは生涯に渡る親友となり、映画評論家おすぎとは姉弟のような付き合いが続いた。
ザ・スパイダースのシングル「青春ア・ゴーゴー」に収められた「ビター・フォー・マイ・テイスト Bitter For My Taste」の英作詞を手掛けている。